# Svezia inferno e paradiso
Svezia inferno e paradiso è film documentario di genere mondo movie del 1968 diretto da Luigi Scattini e liberamente ispirato al libro omonimo di Enrico Altavilla pubblicato da Rizzoli nel 1967.

## Produzione
Di taglio documentaristico il film propone di scoprire, secondo la sensibilità italiana del tempo, la società svedese in tutte le sue sfaccettature e concentrandosi sui diversi aspetti del comportamento sociale e della loro sessualità. Composto di nove sequenze mostra immagini e commenti sulle discoteche per donne lesbiche, i film pornografici, lo stile di vita e l'oscillazione tra le coppie sposate nonché l'educazione sessuale degli adolescenti. Il film parla anche della tossicodipendenza, dell'alcolismo e del suicidio in Svezia.
Il film nasce per volontà del regista Luigi Scattini, con alle spalle il precedente mondo movie Sexy Magico, ispirato dal libro omonimo dello scrittore Enrico Altavilla, giornalista del Corriere della Sera.
Il commento in italiano al film è letto da Enrico Maria Salerno, il commento nella versione inglese è letto invece da Edmund Purdom.

## Distribuzione
Il film è stato distribuito in Italia nel 1968 con il divieto ai minori di 18 anni a causa del contenuto.

## Accoglienza
Accolto male dalla critica, il film venne invece accolto con entusiasmo dal pubblico italiano, permettendo alla pellicola di incassare una cifra record per l'epoca, quasi un miliardo e mezzo di lire. Favorì inoltre un vero e proprio boom di viaggi turistici per la Svezia.

## Controversie
I protagonisti furono ripresi con la promessa che il film non sarebbe mai uscito in Svezia, cosa che invece accadde poiché alcuni giornalisti svedesi ne reperirono un'edizione in inglese presso l'Ambasciata della Svezia in Francia e il film fu trasmesso dall'emittente svedese SVT2 il 28 dicembre 1971.
Il film fu accolto male in Svezia, tanto da generare un caso diplomatico accompagnato da proteste ufficiali e che causò al regista l'impossibilità di mettere piede nello stato nordico per diversi anni.

## Colonna sonora
| Recensione | Giudizio |
| ---------- | -------- |
| Allmusic   |          |

La colonna sonora è stata composta da Piero Umiliani e contiene, nella versione dell'album pubblicata negli Stati Uniti e in Canada, il celebre brano Mah-nà mah-nà, ispiratore tra le altre cose, di uno sketch dei Muppet.

### Versione italiana
Lato A
Testi e musiche di Piero Umiliani.
1. Lydia MacDonald – You Tried To Warn Me – 2:32
2. I Cantori Moderni di Alessandroni – Le Ragazze Dell'Arcipelago – 3:06
3. I Cantori Moderni di Alessandroni – Stoccolma My Dear – 2:30
4. Essere Donna – 2:39
5. Violenza – 1:40
6. Fotomodelle – 2:07
7. La Signora Cameriera – 2:30

Durata totale: 17:04
Lato B
1. Lydia MacDonald – Sleep Now Little One – 2:58
2. I Cantori Moderni di Alessandroni – Notte Di Mezza Estate – 2:56
3. Solitudine (archi soli) – 2:05
4. Topless Party – 3:01
5. Solitudine (organo e ritmi) – 2:15
6. Eva Svedese – 2:14
7. I Cantori Moderni di Alessandroni – Solitudine (coro e ritmi) – 2:10

Durata totale: 17:39

### Versione internazionale
La versione statunitense e canadese della colonna sonora, pubblicata dalla Ariel Records nel 1969, presenta tracce diverse, alcune composte sì per il film, seppur non utilizzate dal regista Scattini e per questo pubblicate da Umiliani nell'album Psichedelica, e con i titoli tradotti in inglese.
Lato A
Testi e musiche di Piero Umiliani.
1. Mah-Na-Mah-Na – 2:08
2. You Tried To Warn Me – 2:32
3. Sleep Now Little One – 2:08
4. You Tried To Warn Me – 3:22
5. Beer, Vermouth And Gin – 2:15

Durata totale: 12:25
Lato B
1. You Tried To Warn Me – 3:00
2. To Be A Woman – 2:57
3. Cow-Boy – 2:37
4. Beer, Vermouth And Gin – 3:00
5. Sleep Now Little One – 2:06

Durata totale: 13:40